# Margareta av Nevers
Margareta av Nevers, född 8 december 1393, död 2 februari 1442 i Paris, var en fransk dauphine (kronprinsessa) 1404-1415, gift med Frankrikes tronföljare prins Louis, hertig av Guyenne (1397–1415). Hon gifte sig 1423 med Artur III av Bretagne, som blev hertig av Bretagne efter hennes död. 

## Biografi
Margareta trolovades före sin födelse till Frankrikes tronföljare, då en äktenskapsallians blev överenskommen mellan den franska tronföljaren och en framtida dotter till hertigen av Burgund. När Margareta föddes blev hon därför trolovad med kronprins Charles. Den formella trolovningen eklaterades 1396, och Margareta tilltalades därefter med titeln kronprinsessa. Hon växte upp i en harmonisk familj. Hennes trolovade avled år 1401, men detta spelade ingen roll eftersom avtalet gällde hennes äktenskap med Frankrikes kronprins oavsett vem han var, och 1403 trolovades hon därför med hennes avlidna trolovades yngre bror och efterträdare, kronprins Ludvig. 

### Kronprinsessa
Bröllopet ägde rum i Paris i augusti 1404, men äktenskapet fullbordades inte, och den elvaåriga Margareta bosatte sig ännu inte vid franska hovet. Christine de Pisan dedikerade Le trésor de la cité des dames till henne. Äktenskapet fullbordades när hon var sexton år gammal år 1409, och det var detta år hon bosatte sig vid franska hovet och intog sin plats som kronprinsessa. Äktenskapet var barnlöst och olyckligt: Ludvig tyckte inte om henne och ville sällan umgås med henne, vilket placerade henne i en pinsam situation vid hovet. När hennes make dog 1415 fann hon sig i en riskabel situation i stridigheterna mellan Burgund- och Armangnac-partierna, då det senare behärskade Paris och hon var i fara att tas som gisslan. Margareta räddades med viss svårighet från Paris. Hon kunde sedan återvända till Burgund, där hon bosatte sig med sin familj. 

### Hertiginna av Touraine
1419 dog hennes far och efterträddes av hennes bror som hertig av Burgund. Hennes bror slöt en allians med engelsmännen mot fransmännen under hundraårskriget. Som ett led i detta ville han gifta bort Margareta med Englands och Burgunds allierade Bretagne, och deras syster Anne med en engelsk potentat. Margareta ville inte gifta om sig och för att slippa påpekade hon att hennes tilltänkte brudgum, Bretagnes hertigs yngre bror greven av Richmond, enbart hade titeln greve medan hon hade en hertiginnetitel efter sin make. Greven av Richmond fick då titeln hertig av Touraine av Englands kung, och Margareta övertalades att gå med på saken. Bröllopet ägde rum i oktober 1423. Äktenskapet var barnlöst. Margareta beskrivs som en lojal partner till sin make som tog ansvaret för hans egendom då han var frånvarande och gav honom stöd i hans politiska allianser, både då han först stödde engelsmännen och därefter när han bytte sida till fransmännen. Under hans tid som engelsk-allierad, upprätthöll hon Burgunds intressen i det engelskkontrollerade Paris; paret lämnade sedan Paris för att ansluta sig till Karl VII i hans kamp mot engelsmännen, och Margareta agerade medlare mellan maken och sin förra svåger kungen när de befann sig i konflikt. Hon nämns då hon vid makens sida återvände till Paris i ett högtidligt intåg, sedan staden år 1436 hade återtagits av fransmännen. Hon omtalas under sina sist år för den välgörenhet hon utövade i Paris. 